# David Lindgren
Pour les articles homonymes, voir Lindgren.
 (octobre 2018).
Si vous disposez d'ouvrages ou d'articles de référence ou si vous connaissez des sites web de qualité traitant du thème abordé ici, merci de compléter l'article en donnant les références utiles à sa vérifiabilité et en les liant à la section « Notes et références ».
Johan David Stellan Lindgren est un chanteur suédois né le 28 avril 1982 à Skellefteå. Il s'est notamment fait connaître comme David Lindgren en participant au Melodifestivalen en 2012, 2013 et 2016.

## Débuts
David Lindgren commence par étudier le théâtre au lycée avant d'entamer des études à la Performing Arts Schools de Göteborg. Il participe par la suite à de nombreuses comédies musicales comme Hairspray, Mamma Mia ! ou High School Musical en Suède et en Allemagne. En 2009, il est révélé au grand public par l'émission Så ska det låta où il reviendra en 2010 puis en 2013.

## Melodifestivalen
David Lindgren participe au Melodifestivalen 2012 avec la chanson Shout It Out où il finit à la troisième place ex-æquo avec Ulrik Munther de la finale après s'être directement qualifié depuis la deuxième demi-finale à Göteborg. Il revient pour le Melodifestivalen 2013 avec le titre Skyline et finit à la huitième place après s'être directement qualifié depuis la première demi-finale à Karlskrona. Il participe également en 2016 avec la chanson We Are Your Tomorrow et finit à la onzième place.
SVT (la télévision publique suédoise) le choisit pour présenter les éditions 2017 et 2018.

## Vie privée
David Lindgren est marié et a un fils nommé Ben, né en 2011.

## Discographie
| Année | Album           | Meilleure position Suède |
| ----- | --------------- | ------------------------ |
| 2012  | Get Started     | 1                        |
| 2013  | Ignite the Beat | 2                        |

| Année | Single               | Meilleure position Suède |
| ----- | -------------------- | ------------------------ |
| 2012  | Shout It Out         | 8                        |
| 2013  | Skyline              | 17                       |
| 2016  | We Are Your Tomorrow | 27                       |